# Municipio de El Carmen Tequexquitla
El municipio de El Carmen Tequexquitla es uno de los 60 municipios que constituyen el estado 
 mexicano de Tlaxcala. Se encuentra localizado al este del estado y aproximadamente 63 kilómetros al este de la ciudad de Tlaxcala de Xicohténcatl. Cuenta con una extensión territorial de 45,480 km². De acuerdo con el Conteo de Población y Vivienda de 2015, el municipio tiene 17,259 habitantes. La palabra Tequexquitla proviene del náhuatl y se interpreta como: "Lugar de Tequezquite o Tequezquital".

## Descripción geográfica

### Ubicación
El Carmen Tequexquitla se localiza al oeste del estado entre las coordenadas geográficas 19° 19' de latitud norte, y 97° 39' de longitud este; a una altitud promedio de 2380 metros sobre el nivel del mar.
El municipio colinda al norte, al sur y al este con el estado de Puebla, específicamente  con los municipios de Libres, Oriental y San José Chiapa respectivamente; y al oeste con los municipios de Atlzayanca y Cuapiaxtla.

### Orografía e hidrografía
Orográficamente se distinguen 3 zonas: en la parte norte y sur posee zonas accidentadas, al este y al centro se encuentran planicies. Sus suelos se componen de varios tipos, los más importantes son: cambisoles, litosoles, gleysoles, fluvisoles, regosoles, andosoles, vertisoles e histosoles; su uso es ganadero, forestal y agrícola. El municipio pertenece a la región hidrológica Balsas. Sus recursos hidrológicos son proporcionados principalmente por el río: Altzayanca; además posee algunos manantiales y una proporción de la laguna Totolcingo.

### Clima
Su principal clima es el templado subhúmedo; con lluvias en verano y sin cambio térmico invernal bien definido. La temperatura media anual es de 21.8°C, la máxima se registra en el mes de mayo (24.1 °C) y la mínima se registra en enero (0.9 °C). El régimen de lluvias se registra entre los meses de julio y agosto, contando con una precipitación media de 81.6 milímetros.
Las culturas son muy tenues en este municipio, pues tiene tradiciones muy comunes en otros municipios como Huamantla, Cuapiaxtla, José María Morelos, La Cruz, Zacatepec, etc.
El Carmen Tequexquitla cuenta con unas belleza natural de la que otro pueblo en el país no podría presumir, ya que cuenta con un semidesierto, un Monte de Coníferas, una zona cerros y un llano grande con un pantano.

### Flora y Fauna
La mayor parte del territorio municipal está representado por el tipo vegetacional conocido como matorral xerófito, comunidad botánica que se caracteriza por tener diferentes tipos de plantas suculentas, plantas de hoja arrosetada, plantas sin hojas y plantas de hojas pequeñas y espinosas. Las especies que caracterizan a esta comunidad vegetal son: el maguey de cerro (Agave horrida), el agave pulquero (A. salmiana), el sotol (Nolina longifolia), la palma de izote (Yucca filifera), la palma (Dasylirion acrotriche), el tapón (Opuntia spinulifera), la pata del tlacuache (Senecio praecox), el nopal de alto (O. hyptiacantha), el nopal de ardilla (O. robusta), la biznaga o pitahaya (Mammilaria magnimamma), la salvia de bolita (Buddleia perfoliata) y la trompetilla (Bouvardia ternifolia). Asociado al matorral xerófito, el municipio se encuentra representado por el bosque de pino piñonero (Pinus cembroides).
No obstante el crecimiento y expansión acelerada de la mancha urbana, en el municipio todavía es común encontrar algún tipo de fauna silvestre como el coyote (Canis latrans), liebre (Lepus californicus), tlacuache (Didelphis marsupialis), zorrillo; así como algunas variedades de pájaros y reptiles típicos tales como la salamandra, lagartija y víbora de cascabel (Crotalus sp.).

## Fiestas, danzas y tradiciones
En el Estado de Tlaxcala las danzas y la música típica tradicional, se relaciona primordialmente con las festividades religiosas paganas y con las festividades del carnaval. Ambas son parte de la identidad comunitaria e histórica del pueblo tlaxcalteca.
La música y las danzas se heredan de una generación a otra ya sea como danzante o como intérprete, aunque los que participan directamente son realmente grupos reducidos de personas, una gran parte de la población de cada comunidad participa tradicionalmente como espectador o colateralmente en la organización y preparación de los festejos.
En la comunidad de El Carmen la danza ocupa un lugar importante por su alto sentido socio-religioso y sociocultural. Entre las principales danzas se encuentra la danza de los Negritos, la danza de los segadores presentada en el reciente Congreso Nacional de Danza. Existen además las danzas de los monarcas, los tocotines y los inditos. La música se crea con la solo utilización de un violín, los sones que tradicionalmente se ejecutan llevan el nombre del corte de la danza que se está ejecutando, así se hallan nombres como "el saludo", "la presentación", "la promesa", "son cruzado", "la cadena", "punteando", "la cruz", "respaldeado", "pespunteado", "media vuelta", "vuelta entera", entre otros

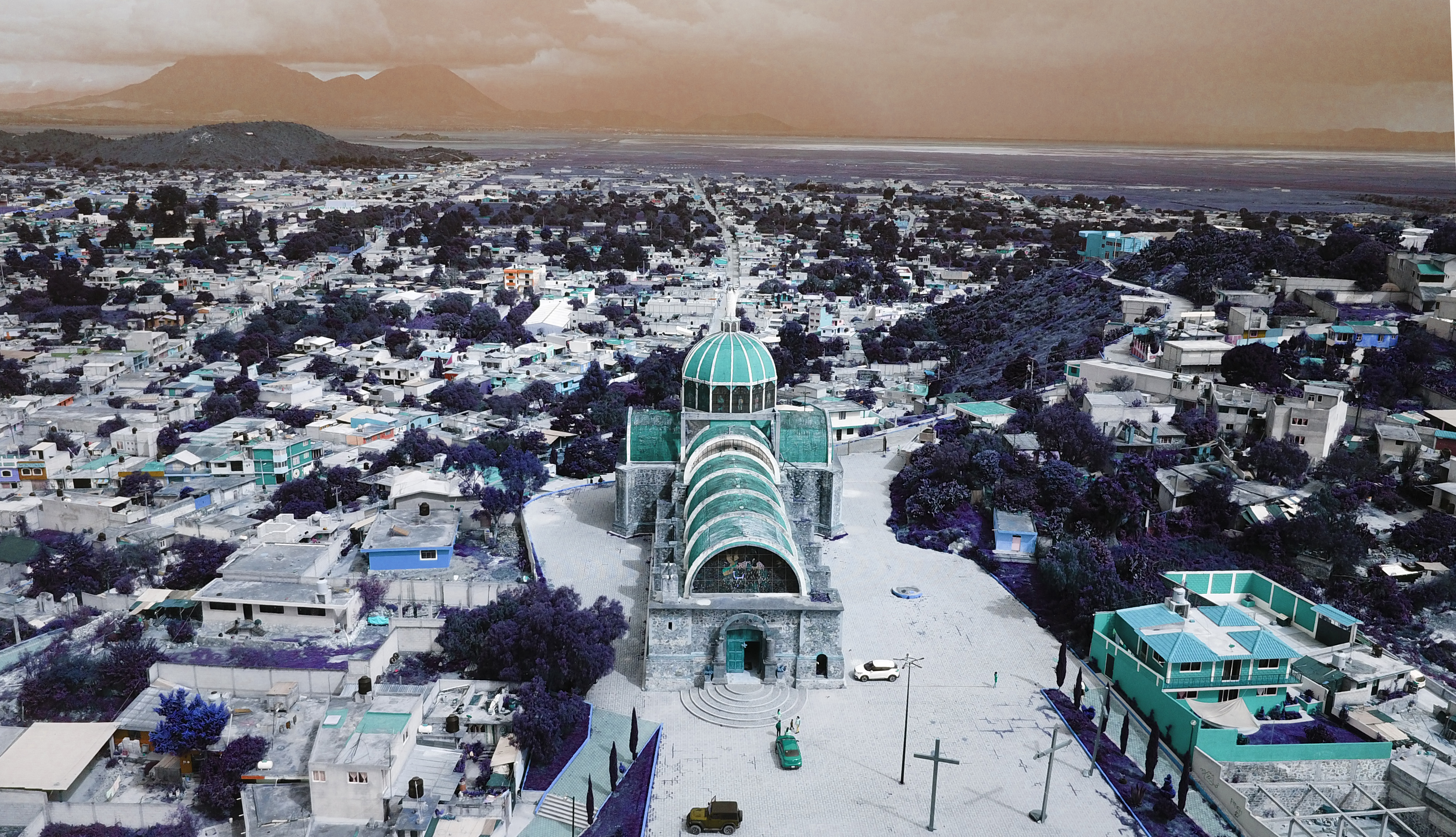
Panorámica de la ciudad desde la parroquia de Nuestra Señora del Carmen.

El 16 de julio se celebra a la patrona del pueblo que es la Virgen del Carmen. El 15 de julio para amanecer el 16, se lleva a cabo una gran procesión con Danzas, alfombras de frutas y semillas, así como tapetes de aserrín y flores. El remate de feria se realiza el domingo posterior al 16 de julio, si cae entre semana. Se sueltan toros bravos por el centro del poblado, evento conocido como encierro de toros estilo Huamantla.

## Gobierno
Su forma de gobierno es democrática se realizan elecciones cada 3 años, en donde se elige al presidente municipal y su gabinete. 
El municipio cuenta con 8 localidades, las cuales dependen directamente de la cabecera del municipio, las más importantes son: Villa de El Carmen Tequexquitla (cabecera municipal), La Soledad, Ocotlán, Temalacayucan, Mazatepec, Vicente Guerrero y Barrio de Guadalupe (Colonias).

## Medios de Comunicación
- El municipio no cuenta con estaciones de radio propias, sin embargo, recibe ondas Hertzianas provenientes de localidades vecinas de Tlaxcala, Puebla y Veracruz.
- La señal de Televisión Digital Terrestre de las dos principales cadenas de México son captadas desde sus repetidoras ubicadas en el Cerro de Las Lajas (Televisa) y Perote Veracruz (Azteca).
- Cuenta con el servicio de Televisión restringida proporcionado por Sky, Dish, StarTV y a través de cable por la empresa VissionCable.
- Villa El Carmen Tequexquitla ofrece a sus habitantes el servicio de telefonía celular de las dos principales empresas del país; Telcel (4G, 3G, 2G) y Movistar (3G y 2G) mediante cobertura extendida, ambas compañías brindan servicio para operadores móviles virtuales entre ellos Virgin Mobile, Weex, Simplii, FreedomPop, Flash Mobile, entre otros. En tanto que Telcel, a través del convenio aprobado por el Instituto Federal de Telecomunicaciones proporciona el servicio de Cobertura Extendida a la Estadounidense AT&T con servicio 4G LTE (AT&T XT).
- En telefonía fija e internet; el servicio es proporcionado mediante fibra óptica por Telmex. También es posible contratar internet inalámbrico para uso en casa bajo la red local de Telcel.